# Federación Internacional de Pádel
La Federación Internacional de Pádel (en inglés, International Padel Federation), FIP por sus siglas en español, es un organismo con sede en Madrid que se encarga de regular el deporte del pádel a nivel mundial. Fue fundado en dicha ciudad en 1991 por miembros de las Asociaciones española, argentina y uruguaya. Se estructura como una asociación profesional sin ánimo de lucro cuyos objetivos son la promoción del pádel como deporte a nivel mundial.
Cuenta con un ranking oficial masculino y femenino, el cual tiene en cuenta los puntos obtenidos en el circuito Premier Padel y en el Cupra FIP Tour. También existe un ranking para la categoría junior y las selecciones nacionales.

## Presidentes FIP
- 1991-1993: Julio Alegría Artiach (España)
- 1993-1996: Diógenes de Urquiza Anchorena (Argentina)
- 1996-2000: Diógenes de Urquiza Anchorena (Argentina)
- 2003-2006: Eduardo Góngora Benítez de Lugo (España)
- 2006-2008: Adilson Hilário Dallagnol (Brasil)
- 2008-2012: Adilson Hilário Dallagnol (Brasil)
- 2012-2016: Daniel Alejandro Patti (Italia)
- 2016-2018: Daniel Alejandro Patti (Italia)
- 2018-presente: Luigi Carraro (Italia)

## Asociaciones nacionales
- Asociación Amigos Pádel Uruguay
- Asociación Deportiva Nacional de Padel de Guatemala
- Asociación Pádel Argentino
- Australian Padel Federation
- Confederaçao Brasileira de Pádel
- Dansk Padel Forbund [8]
- Deutscher Padel Verband e.V.
- Fédération Belge de Padel
- Federación de Pádel de Chile
- Federación Española de Pádel
- Federation Française de Padel
- Federazione Italiana Tennis e Padel
- Federación Mexicana de Pádel
- Federation de Padel de Monaco
- Federación Paraguaya de Pádel
- Federaçao Portuguesa de Padel
- Federación Dominicana de Padel
- Lithuanian Padel Federation
- Nederlandse Padelbond [9]
- Österreichischer Padel Verband
- Federación Venezolana de Padel
- Padel Association of Canada
- Indian Padel Federation [10]
- Schweizer Padel Verband
- Svenska Padelförbundet
- United Kingdom Padel Federation
- United States Padel Association
- United Arab Emirates Padel Association